# Japanese Experiment Module

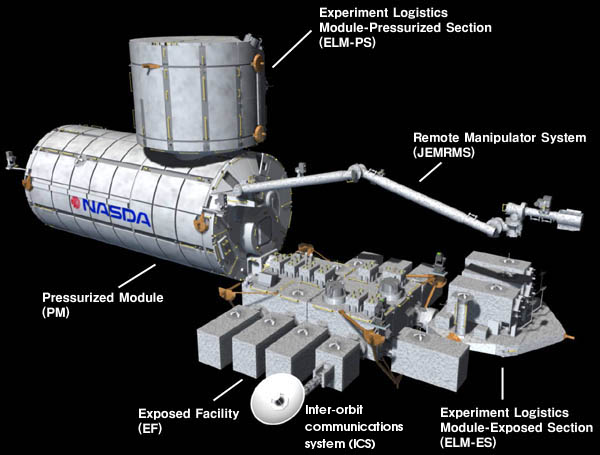
Mòdul ISS JAXA JEM

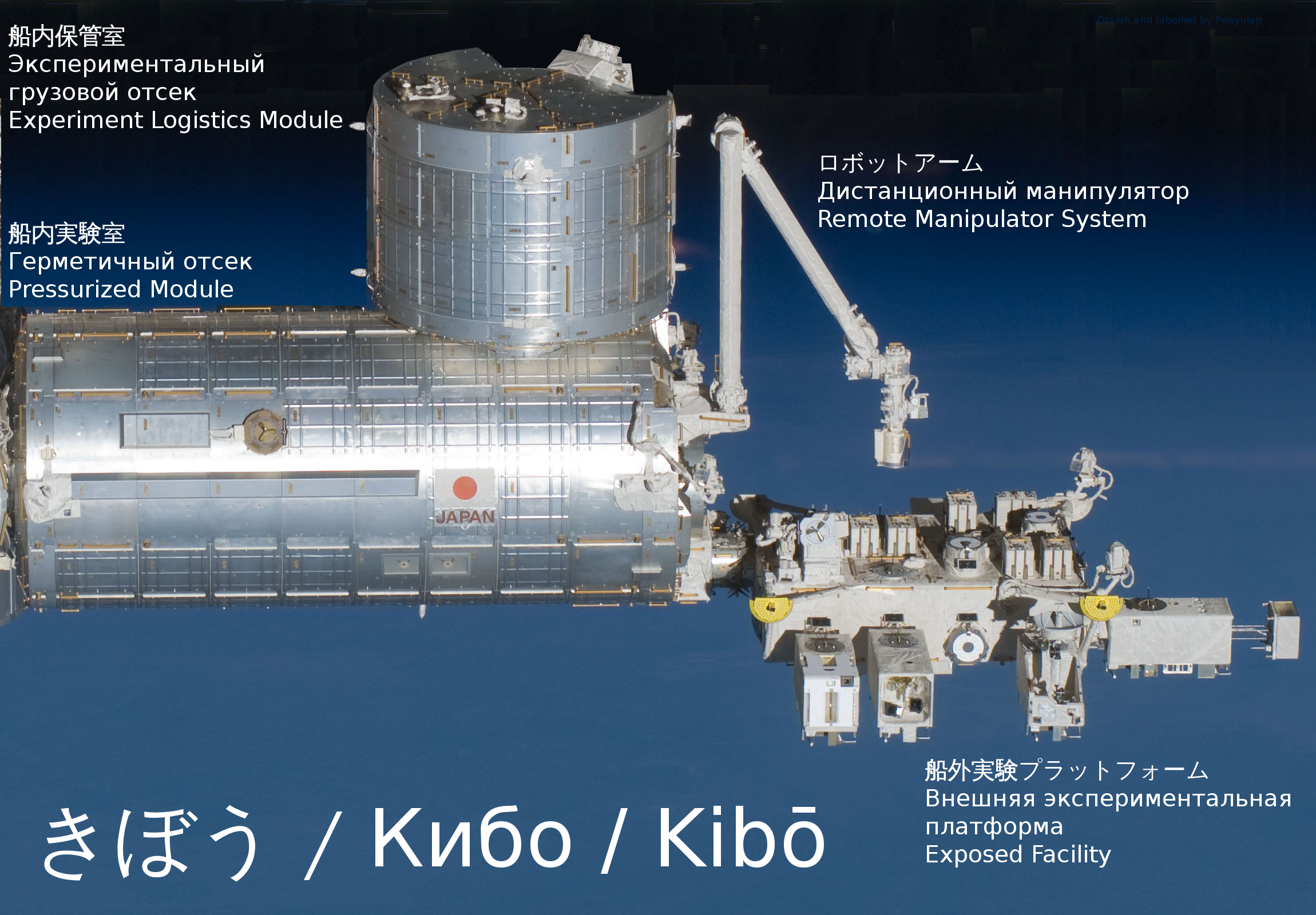
El mòdul Kibō sense la resta de la ISS

El mòdul d'experimentació japonès en anglès Japanese Experiment Module (JEM) o Kibo (希望, esperança) és la contribució  japonesa a l'Estació Espacial Internacional i està produït per l'Agència Japonesa d'Exploració Aeroespacial (JAXA).
Ha estat desenvolupat gairebé per complet pel Centre Espacial de Tsukuba (Tsukuba Space Center, TKSC) i està integrat a l'Estació Espacial Internacional (ISS/International Space Station). Es tracta d'un mòdul pressuritzat (Pressurized Module o PM) de 4,4 metres de diàmetre que permet als astronautes desenvolupar-se en un entorn confortable amb una pressió i composició d'aire similars a les terrestres permetent, per tant, experiments i observacions astronòmiques de llarga durada.
A més Kibo és el mòdul més gran de la ISS. Al principi del programa, era el més petit, però els altres socis, Europa i els Estats Units, van reduir la mida dels seus respectius mòduls laboratoris, mentre que les dimensions del Kibo mai van canviar.
Consta de 4 components:

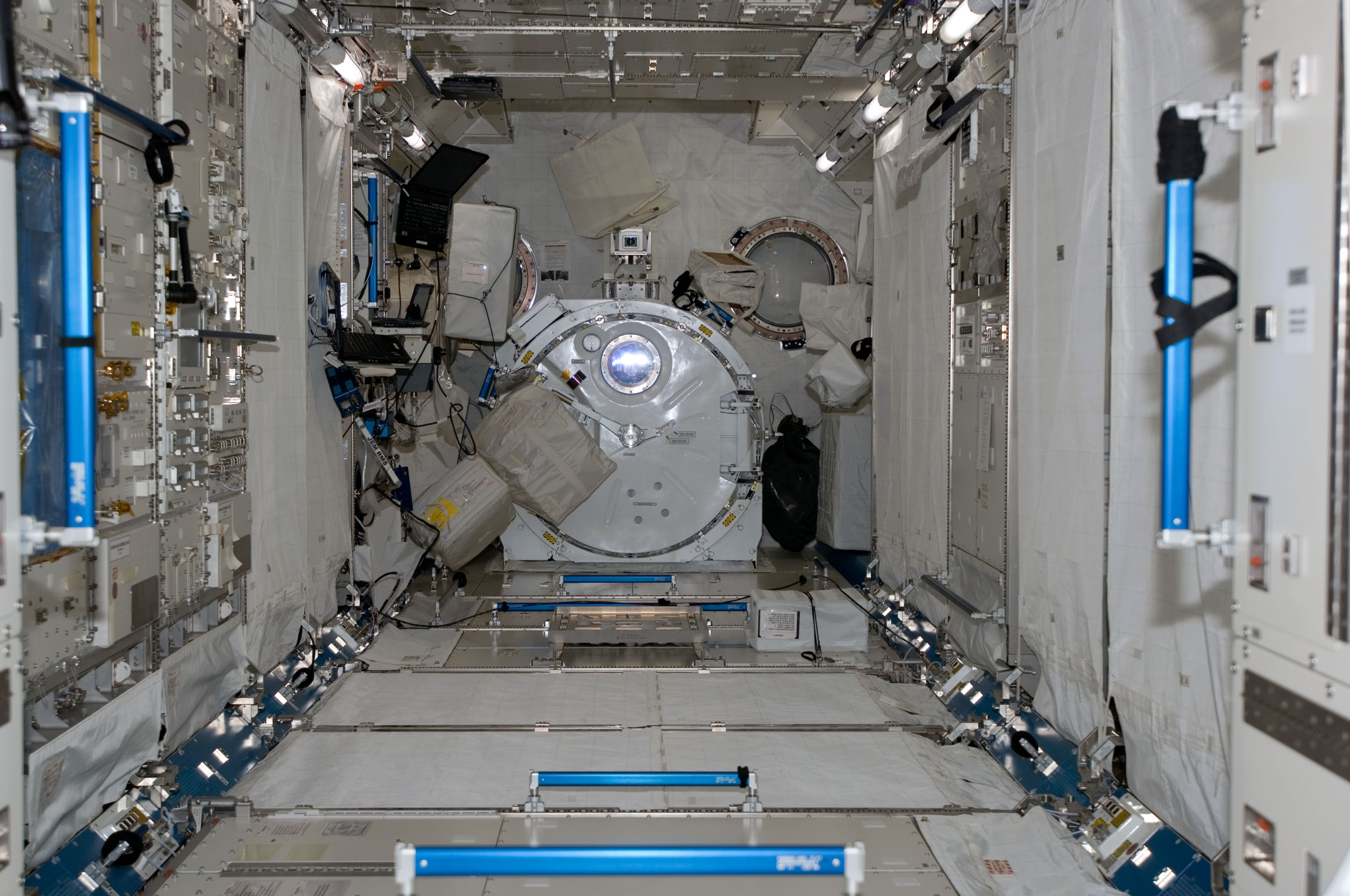
L'interior del mòdul pressuritzat.

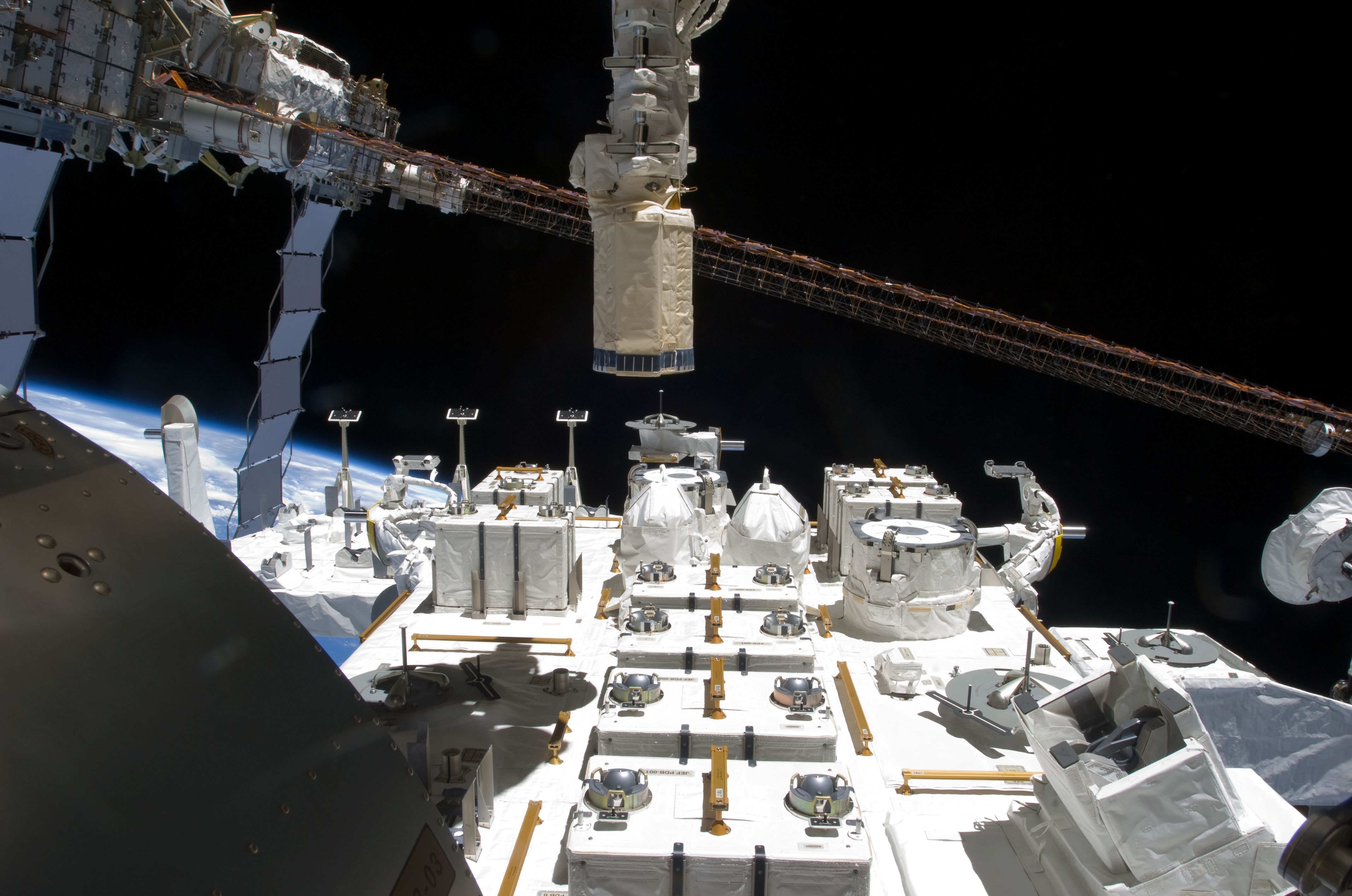
La "Exposed facility" vista des del Kibo.

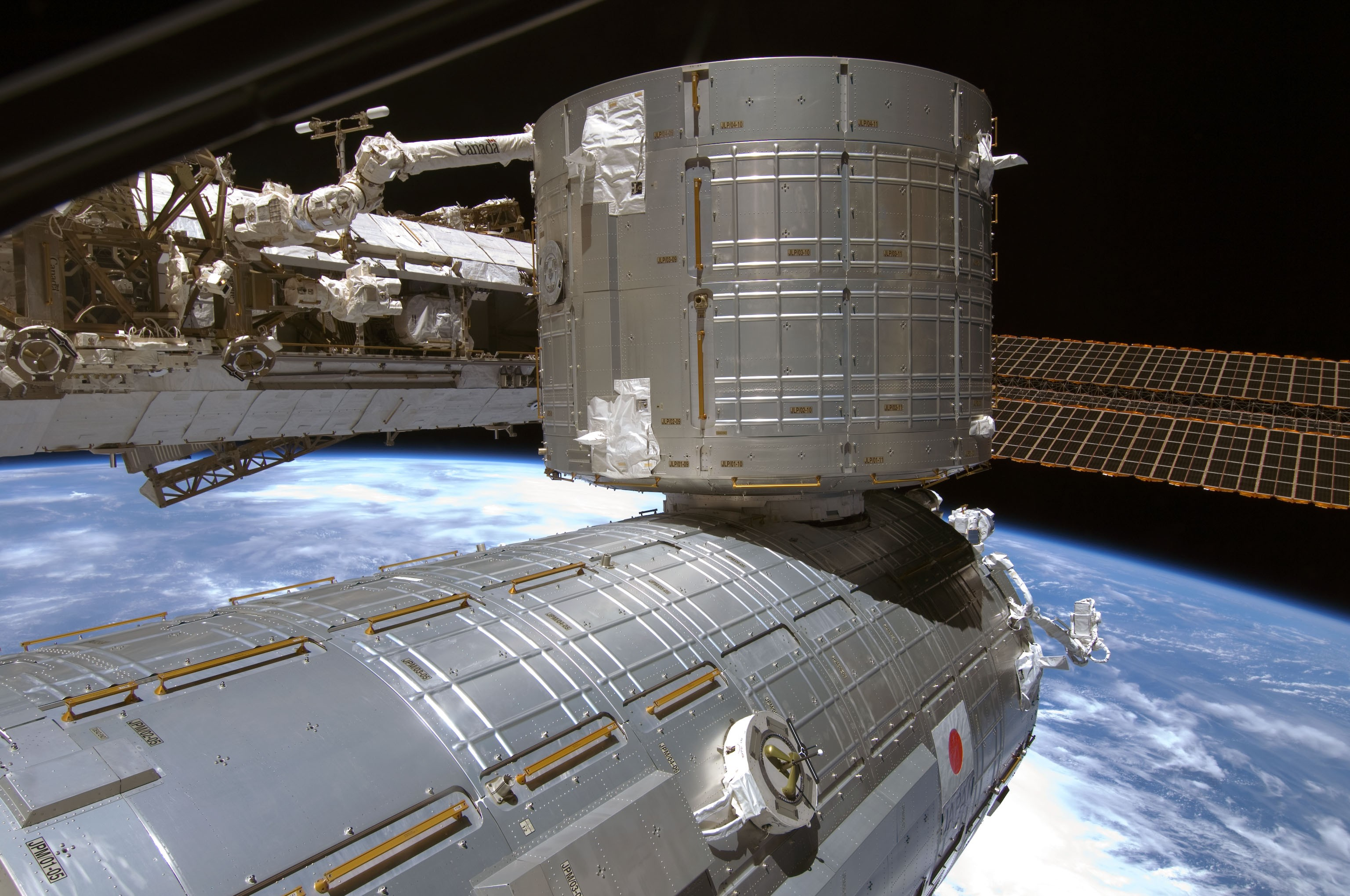
Mòdul Kibo

- El Mòdul pressuritzat (PM) és el component principal. Té forma cilíndrica amb uns 11,2 m de llarg i 4,4 m de diàmetre. Conté 10 International Standard Payload Racks (ISPRS).
- El Exposed Facility (EF), també conegut com "La Terrassa" està localitzat fora del port d'atracament del PM (que està equipat amb una escotilla pressuritzada). Aquí els experiments estan totalment exposats a l'entorn espacial.
- El Mòdul Experimental de Logística (ELM) conté una secció presurizada per donar servei al PM i una secció no presurizada per servir l'EF. Es col·loca damunt del costat del port del PM, i és summament mòbil. Es pretén que sigui un mòdul de transport i emmagatzematge.
- El Sistema Remot Manipulador (JEMRMS) és un braç robòtic, muntat en el port d'atracada del PM, destinat a proveir assistència a l'EF i moure l'equip des d'ell a l'ELM.

El 30 de maig de 2003 el PM va partir del Japó cap al Centre espacial Kennedy. Des de l'agost de 2004, la NASA va planejar el llançament de la instal·lació JEM en tres vols:
- Experiment Logistics Module (ELM), novembre de 2007 (vol del transbordador STS-123).
- Kibo Pressurized Module (PM), JEM Sys Racks, Remote Manipulator System (JEM RMS), febrer de 2008 (vol del transbordador STS-124).
- Exposed Facility (EF), juliol de 2009 (vol del transbordador STS-127).[1]

## Especificacions
- Pressurized Module (PM)
  - Longitud: 11,2 m
  - Diàmetre: 4,4 m
  - Massa: 15.900 kg

- Experiment Logistics Module (ELM)
  - Longitud: 3,9 m
  - Diàmetre: 4,4 m
  - Massa: 4.200 kg

## Detalls de l'ensamblatge
|  |  |  |  |  |